# Пучденголас, Ильдефонсо
Ильдефонсо Пигденголас (исп. Ildefonso Puigdengolas; Фигерас, Каталония, 1876 — Парла, Мадрид, 31 октября 1936), так же известный как Понсе де Леон (исп. Ponce de León) — офицер испанской республиканской армии, участник гражданской войны в Испании на стороне республики.

## Биография
Связал свою жизнь с военной службой в возрасте 14 лет, когда поступил в школу капралов и сержантов при пехотном училище для сирот Марии Кристины. В 1895 году отправился воевать на Кубу. Следующая его война, была войной в Рифе в звании лейтенанта. Так же работал в полиции, где дослужился до звания полковника. 
Имел связи с левой партией «Республиканский союз» и масонами. В августе 1932 года выразил стойкую позицию противника мятежа Санхурхо. В том же году вступил в Антифашистский республиканский военный союз и получил звание полковника. 27 мая 1936 года стал резервистом.
В самом начале гражданской войны, в средине июля, успешно громил восставших в Гвадалахарской операции. 25 июля 1936 года занялся обороной Бадахоса. Ненадолго попал в плен, после чего вновь начал командовать ходом обороны. После подкрепления в рядах противника в виде Африканский армии, 13 августа был вновь взят в плен. 24 августа находился в Португалии, однако, вернулся в Таррагону 13 октября.
По возвращении на родину произошёл "разбор полётов" в вопросе битве при Бадахосе. 24 октября получил назначение командира колонны Толедо. Участвовал в бою при Сесенье и Эскивиасе, где был убит дезертирами при попытке остановить их.